# Aïman Maurer
Aïman Maurer (Neuilly-sur-Seine, 25 september 2004) is een Marokkaans-Frans voetballer die sinds januari 2025 uitkomt voor RWDM.

## Clubcarrière
Maurer genoot zijn jeugdopleiding bij AF Garenne-Colombes, Paris Saint-Germain, AC Boulogne-Billancourt en Red Star FC. In 2019 maakte hij de overstap naar Clermont Foot, waar hij in het seizoen 2021/22 doorstroomde naar het beloftenelftal in de Championnat National 3. In december 2022 ondertekende hij er zijn eerste profcontract, dat hem tot medio 2025 aan de club verbond.
Op 5 februari 2023 maakte Maurer zijn officiële debuut voor het eerste elftal van Clermont Foot: trainer Pascal Gastien, die sinds de jaarwisseling 11 op 15 had gesprokkeld met Clermont in de competitie, gunde hem een basisplaats voor de competitiewedstrijd tegen AS Monaco. Maurer speelde in zijn debuutseizoen tien competitiewedstrijden in de Ligue 1, waarvan zes als basisspeler. In het seizoen 2023/24 kreeg hij minder speeltijd van Gastien: bij de jaarwisseling had hij in de competitie nog maar vijf invalbeurten op zijn teller staan. In december 2023 leende de club hem dan ook voor de rest van het seizoen uit aan tweedeklasser USL Dunkerque, zonder aankoopoptie. Maurer speelde er veertien competitiewedstrijden, waarvan negen als basisspeler.
Na afloop van zijn uitleenbeurt speelde Maurer nog een half seizoen voor Clermont Foot, dat op het einde van het seizoen 2023/24 naar de Ligue 2 was gedegradeerd. In januari 2025 trok hij evenwel de deur van het Stade Gabriel Montpied definitief achter zich dicht: de twintigjarige Maurer koos voor een overstap naar de Belgische tweedeklasser RWDM. Daar vond hij met Achraf Laâziri, Ilyes Ziani en Soufiane Benjdida enkele oude bekenden van bij de Marokkaanse nationale jeugdploegen tegen. Op 8 februari 2025 maakte hij zijn officiële debuut voor de club: in de competitiewedstrijden tegen de RSCA Futures (1-0-winst) liet trainer Yannick Ferrera hem in de 67e minuut invallen voor Soufiane Benjdida. Acht dagen later viel Maurer op bezoek bij Club NXT bij de rust in voor Soufiane Benjdida en scoorde hij in de blessuretijd het enige doelpunt van de wedstrijd.

## Interlandcarrière
In juli 2022 won Maurer met Marokko –18 een bronzen medaille op de Middellandse Zeespelen 2022.
1 Lathouwers ·
3 Halilou ·
4 Doudaev ·
5 De Sart ·
6 Halifa ·
7 Montes ·
8 Abe ·
9 Parzyszek ·
10 Robail ·
11 Ziani ·
15 Laâziri ·
17 Barry ·
20 Poku ·
21 Marsoni ·
22 Soelle Soelle ·
23 Del Piage ·
26 Kestens ·
28 Hubert ·
29 Maurer ·
30 Baghli ·
31 Dodeigne ·
43 Sousa ·
49 Sapata ·
51 Preijs ·
53 Messad-Kouchiche ·
60 Awudu ·
70 Nkurunziza ·
77 Biron ·
83 Lemmens ·
84 El Arouch ·
99 Benjdida ·
Coach: Ferrera
· Assistent-coach: Baherlé
· Assistent-coach: De Camargo